# Autópálya M51
Autópálya M51 (ungarisch für ,Autobahn M51‘) ist eine Autobahn in Ungarn im Süden von Budapest. Sie verbindet die Autópálya M5 und die Autópálya M0.
Der Neubauabschnitt der Schnellstraße M0 in der Südspange erfolgte mit Betondecke und 6 Fahrstreifen (+ Standspur) zwischen der Hauptstraße 51 und der Autobahn M5. Die Verkehrsfreigabe der Strecke zwischen Kilometer 24 und 30 erfolgte am 31. August 2013. Seit der Verkehrsfreigabe wird die bisherige Streckenführung der M0 zwischen der Hauptstraße 51 und der Anschlussstelle Soroksár (Kilometer 24 bis 28) als Autobahn M51 geführt.